# Euproctoides kebea
Euproctoides kebea är en fjärilsart som beskrevs av Bethune-Baker. Euproctoides kebea ingår i släktet Euproctoides och familjen tofsspinnare. Inga underarter finns listade i Catalogue of Life.